# 胰十二指肠切除术
胰十二指肠切除术，也称为Whipple手术，是一种主要的外科手术，通常用于切除胰腺头部的癌性肿瘤。 它也用于治疗胰腺或十二指肠创伤，或慢性胰腺炎。 由于上消化道系统中各器官的血液供应相互关联，手术切除胰头时，还必须切除十二指肠、近端空肠、胆囊，有时还需切除部分胃。 

## 手术涉及的解剖结构

胰十二指肠切除术中切除的组织

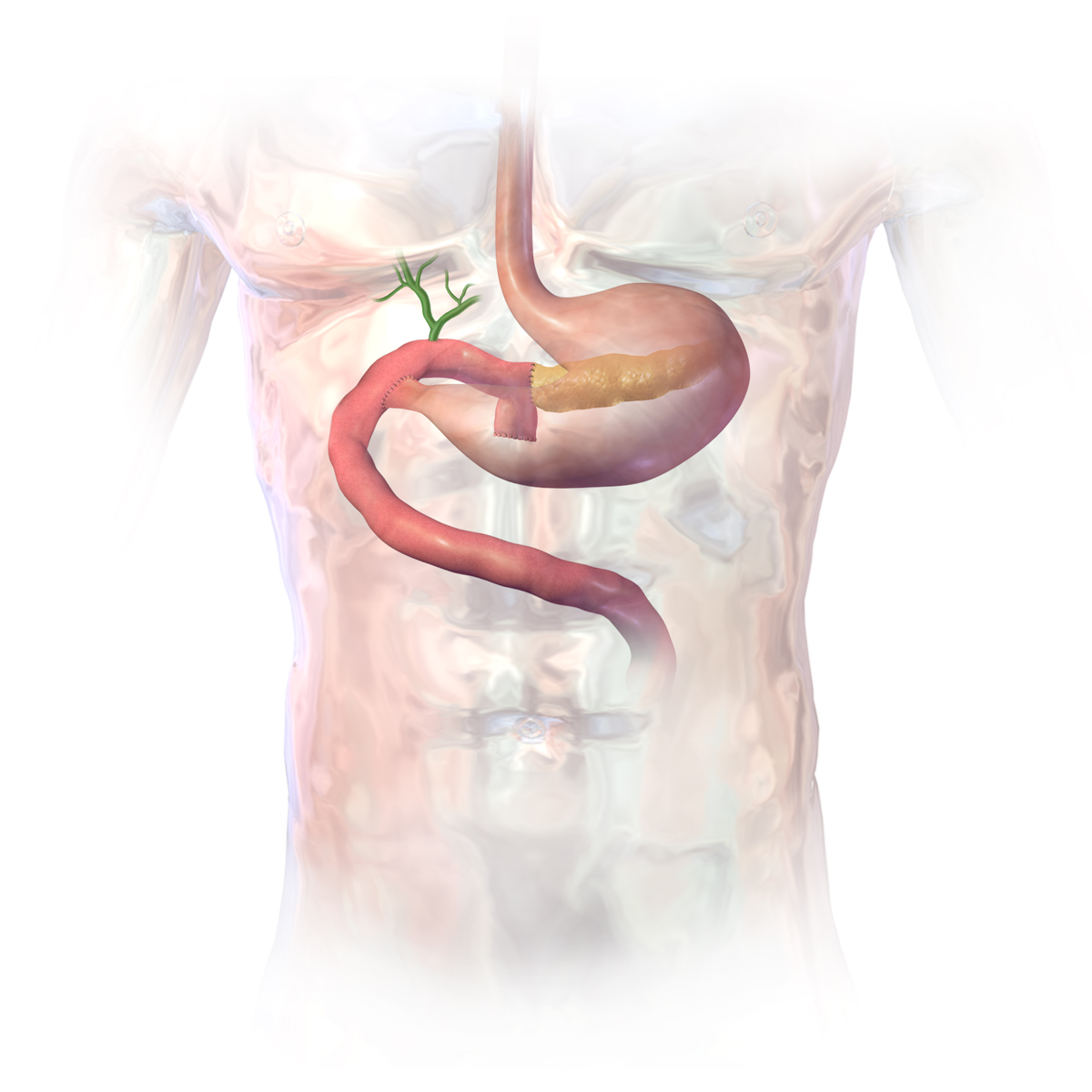
Whipple手术

胰十二指肠切除术最常见的技术包括整块切除以下部分：胃的远端部分（胃窦）、十二指肠的第一和第二段、胰头、胆总管以及胆囊。手术中通常也会切除该区域的淋巴结（淋巴结清扫术）。然而，在最常见的胰十二指肠切除术类型中，并非所有淋巴结都会被切除，因为研究表明，患者并未从更广泛的手术中获益。
在手术的最初阶段，外科医生进入腹腔后，会首先检查腹膜和肝脏表面是否存在转移性病变。这是一个重要的初始步骤，此时会检查有无活动性转移病变，因为活动性转移病变是进行该手术的禁忌症。
胰腺的血液供应来自腹腔干，通过胰十二指肠上动脉，以及肠系膜上动脉，通过胰十二指肠下动脉。此外，胃右动脉也会发出一些较小的分支，胃右动脉同样源自腹腔干。将十二指肠与胰头一同切除的原因是，它们共享相同的动脉血供（胰十二指肠上动脉和胰十二指肠下动脉）。这些动脉穿过胰头，因此，如果单一血供被切断，这两个器官都必须切除。如果仅切除胰头，将会影响十二指肠的血流，导致组织坏死。 
虽然肝脏的血液供应保持完好，但胆总管会被切除。这意味着，尽管肝脏仍有良好的血液供应，但外科医生必须建立新的连接，以引流肝脏产生的胆汁。这一步骤在手术末期进行。外科医生会在胰管与空肠或胃之间建立新的连接。手术过程中，会施行胆囊切除术以切除胆囊。这一部分并非整块切除，因为胆囊是单独切除的。
手术过程中未切除的附近相关解剖结构包括该区域的主要血管结构：门静脉、肠系膜上静脉、肠系膜上动脉以及下腔静脉。在进行该手术时，尤其是为切除胰头部位的肿瘤而实施手术时，需要重点考虑这些结构。 

## 医学适应证
胰十二指肠切除术最常作为壶腹周围癌的根治性治疗手段，壶腹周围癌包括胆管癌、十二指肠癌、壶腹癌或胰头癌。胰腺、十二指肠和胆总管的共同血供决定了这些结构需整块切除。胰十二指肠切除术的其他适应证包括慢性胰腺炎、胰腺良性肿瘤、胰腺转移性癌以及一型多发性内分泌腺瘤病。以及胃肠道间质瘤。

## 胰腺癌
胰十二指肠切除术是胰腺癌（胰腺恶性肿瘤）唯一有可能治愈的干预手段。
然而，大多数胰腺癌患者确诊时已出现转移或局部进展为不可切除的疾病；因此，只有15%–20%的患者适合接受惠普尔手术（胰十二指肠切除术）。手术前可能会进行新辅助化疗，其目的是缩小肿瘤体积，提高完全切除的可能性。  胰十二指肠切除术相关的术后死亡和并发症已变得不那么常见，术后死亡率从20世纪80年代的30%降至10%，到21世纪初已降至5%以下。

### 壶腹癌
壶腹癌起源于Vater壶腹的黏膜层。

### 十二指肠癌
十二指肠癌起源于十二指肠黏膜层。大多数十二指肠癌起源于十二指肠的第二部，即壶腹所在的位置。

### 胆管癌
胆管癌，即胆管的恶性肿瘤，当癌灶位于胆道系统远端，通常是通向十二指肠的胆总管时，是进行惠普尔手术（胰十二指肠切除术）的适应证。根据胆管癌的位置和扩散范围，根治性手术切除可能需要进行肝切除术，即切除部分肝脏，可同时进行或不进行胰十二指肠切除术。

### 慢性胰腺炎
慢性胰腺炎的治疗通常包括疼痛控制和外分泌功能不全的管理。顽固性腹痛是慢性胰腺炎采取手术治疗的主要指征。切除胰头可缓解与慢性胰腺炎相关的胰管梗阻。

### 创伤
腹部钝性创伤导致胰腺和十二指肠损伤的情况并不常见。在有相关报道的少数病例中，这种创伤模式通常是因机动车事故中的安全带所致。 当腹部创伤导致胰腺和十二指肠周围出血、胆总管损伤、胰液渗漏或十二指肠横断时，会施行胰十二指肠切除术。 由于在创伤情况下实施该手术的情况较为罕见，因此尚无关于术后结果的确凿证据。 

## 禁忌症
若考虑手术切除，肿瘤对以下任何血管的包绕不能超过50%：腹腔干动脉、肠系膜上动脉或下腔静脉。若血管受累程度小于50%，血管外科医生会切除血管的受累部分，然后修复剩余的动脉或静脉。即使肿瘤累及肠系膜上静脉、门静脉、胃十二指肠动脉、肠系膜上静脉或结肠，仍属于可切除边缘状态。 
转移性疾病是手术的另一项禁忌。转移最常发生在腹膜、肝脏和大网膜。为确定是否存在转移，外科医生会在手术开始进入腹腔后，先检查腹部情况。或者，他们可能会单独进行一项名为诊断性腹腔镜检查的操作，即通过一个小切口插入微型摄像头，观察腹腔内部。这样一来，如果患者因转移性疾病而无法进行胰十二指肠切除术，就可避免做较大的腹部切口。
其他禁忌症还包括上文提到的主要血管（如腹腔干动脉、下腔静脉或肠系膜上动脉）被包绕。 

## 手术考量

### 保留幽门的胰十二指肠切除术
临床试验未能证明全胰切除术在生存获益方面有显著优势，主要原因是接受该手术的患者往往会患上一种特别严重的糖尿病，称为脆性糖尿病。有时，手术完成后胰肠吻合口可能无法正常愈合，感染可能在患者体内扩散。这可能导致在术后不久需再次手术，切除胰腺剩余部分（有时还包括脾脏），以防止感染进一步扩散及可能出现的疾病。近年来，保留幽门的胰十二指肠切除术（也称为特拉韦索 - 朗米尔手术/PPPD）越来越受欢迎，尤其在欧洲外科医生中。该技术的主要优势在于，理论上幽门得以保留，胃排空功能也能维持正常。 关于保留幽门的胰十二指肠切除术是否会增加胃排空的可能性，相关数据存在矛盾。  在实际应用中，保留幽门的胰十二指肠切除术（PPPD）与传统Whipple手术（胰十二指肠切除术+半胃切除术）的长期生存率相近，但接受PPPD的患者术后体重恢复情况更佳。因此，若肿瘤未累及胃部且胃弯处的淋巴结无肿大，应考虑采用PPPD。 
与标准的Whipple手术相比，保留幽门的胰十二指肠切除术的手术时间更短，术中失血量更少，输血需求也更低。两种手术方式在术后并发症、住院死亡率及生存率方面并无差异。

### 发病率与死亡率
无论以何种标准衡量，胰十二指肠切除术都被视为一项大型外科手术。
许多研究表明，特定手术实施频率更高的医院，总体手术效果更佳（尤其是像胰十二指肠切除术这类更为复杂的手术）。发表在《新英格兰医学杂志》上一项被频繁引用的研究发现，低手术量医院（平均每年实施不到1例胰十二指肠切除术）的手术死亡率比高手术量医院（每年16例及以上）高出四倍（分别为16.3%和3.8%）。即使在高手术量医院，根据外科医生既往实施该手术的次数不同，发病率的差异也可达近四倍。
德·维尔德（de Wilde）等人报告称，在荷兰，随着该手术的集中化开展，死亡率出现了具有统计学意义的下降。
一项研究报告称，实际风险比医学文献中报道的风险高出2.4倍，且不同类型机构之间还存在额外差异。

### 术后并发症
三种最常见的术后并发症为胃排空延迟、胆漏和胰漏。胃排空延迟通常定义为术后第一周结束时仍无法耐受常规饮食，且需要放置鼻胃管，约17%的手术会出现这种情况。 手术过程中，会建立一个新的胆道连接（通常是胆总管空肠吻合术，连接胆总管和空肠）。约1% - 2%的手术中，这个新连接可能会发生渗漏。由于这种并发症相当常见，外科医生在手术结束时留置引流管是常规操作。 这样一来，通过引流液中升高的胆红素就能检测出胆漏。胰漏或胰瘘，定义为术后第3天之后引流的液体中淀粉酶含量大于或等于正常上限的3倍，在5% - 10%的手术中会出现这种情况， 不过，如今对胰瘘定义的改变可能会使这一比例大幅上升，涉及的患者比例可达40%以上。 

## 术后恢复
术后即刻，需对患者进行监测，观察肠道功能恢复情况，并确保腹部闭式引流正常。

### 肠道功能恢复
肠梗阻指肠道功能性梗阻或无蠕动，是包括惠普尔手术在内的腹部手术常见的生理反应。 . 虽然术后肠梗阻通常具有自限性，但当患者出现恶心、腹胀、腹痛或无法经口耐受食物时，就会发生持续性术后肠梗阻。 术后即刻会采取多种措施，将持续性术后肠梗阻的发生几率降至最低。通常会保留鼻胃管进行抽吸，以引流胃和肠道内容物。鼓励患者下床活动，以促进肠道功能恢复。同时，会限制使用阿片类药物，因其会干扰肠道蠕动。 

## 历史
1898年，亚历山德罗·科迪维拉（Alessandro Codivilla）首次尝试进行胰十二指肠切除术，但未获成功。直到1909年，瓦尔特·考施（Walther Kausch）尝试该手术，才取得成功。瓦尔特·考施后来在1912年描述了首例壶腹周围癌切除术。 
它常被称为“Whipple手术”，得名于美国外科医生艾伦·惠普尔（Allen Whipple）。1935年，他在纽约的哥伦比亚长老会医疗中心（现纽约长老会医院）工作时，设计出了该手术的改良版本。艾伦·惠普尔实施的该手术最初是分两阶段进行的。在惠普尔医生首批手术的三名患者中，无人存活超过28个月，其中一名患者在手术中死亡。  尽管维生素K的治疗作用于1929年被发现，但直到1940年才实现商业化供应。随着它的问世，一期胰十二指肠切除术成为一种可行且更具吸引力的选择。  随着这一药理学上的突破，惠普尔医生在1940年得以尝试并成功实施了一期胰十二指肠切除术。随后，他于1946年6月在其具有开创性的论文《胰腺病变根治手术的观察》中概述了这一新手术方法。 
尽管早在1937年亚历山大·布伦施维希（Alexander Brunschwig）就首次尝试了此手术。 直到1976年，威廉·特拉弗索（William Traverso）医生和威廉·朗迈尔（William Longmire）医生才首次成功实施了保留幽门的胰十二指肠切除术。 

## 命名法
芬格胡特等人认为，虽然“胰十二指肠切除术（pancreatoduodenectomy）”和“胰十二指肠切除术（pancreaticoduodenectomy）”这两个术语在医学文献中常被交替使用，但仔细研究其词源会发现，这两个术语的定义有所不同。 因此，作者们更倾向于用“pancreatoduodenectomy”而非“pancreaticoduodenectomy”来命名该手术，因为严格来说，“pancreaticoduodenectomy”指的应是十二指肠和胰管的切除，而非胰腺本身的切除。 